# Срећко Јарић
Срећко Јарић (рођен 1951. у Кикинди) је бивши југословенски и српски кошаркаш. Играо је на позицији плејмејкера. Отац је бившег репрезентативца Србије Марка Јарића.

## Биографија
Јарић води порекло из Босанског Грахова, али је рођен 1951. у Кикинди где се његов отац колонизовао. Кошарком је почео да се бави у београдском Радничком где је касније играо под надзором Слободана „Пиве” Ивковића. Јарић је са Радничким у сезони 1972/73. изненађујуће освојио Првенство Југославије, тада можда и најјачу лигу у Европи. Већ следеће сезоне, момци са Црвеног крста су освојили треће место у Купу европских шампиона. Јарић је у дресу Радничког освојио и Куп Југославије 1976. године а играли су и у финалу Купа победника купова 1977. године. 
Након Радничког Јарић је заиграо за екипу Шибенке у коју је дошао на позив Зорана „Моке” Славнића. У Шибенци је поред Јарића стасавао тада млади Дражен Петровић. Са Шибенком је 1983. освојио Првенство Југославије, које им је ипак одузето и приписано Босни. Наиме тада је Шибенка славила у финалу али је након тога уследила жалба Сарајлија због непостојећег фаула, реаговала је такмичарска комисија КСЈ и поништила трећу утакмицу, одиграну у Шибенику. Супарницима је наређено да одлучујући мегдан поделе на неутралном терену, у Новом Саду. Шибенка није дошла на ову утакмицу, па је Босна проглашена за првака државе. Јарић је са Шибенком играо и у два финала европског Купа Радивоја Кораћа где су оба пута поражени од француског Лиможа. Јарић је играо и за београдски ИМТ са којим је тада направио још једну сензацију у својој каријери, освојивши Куп Југославије 1987. године.

## Трофеји
- Раднички Београд

Првенство Југославије (1): 1972/73.
Куп Југославије (1): 1976.
- Шибенка

Првенство Југославије (1): 1982/83. (титула накнадно одузета, званичан првак је КК Босна)
- ИМТ

Куп Југославије (1): 1987.